# Mats Møller Dæhli
Mats Møller Dæhli (Oslo, 1995. március 2. –) norvég válogatott labdarúgó, a német Nürnberg középpályása.

## Pályafutása

### Klubcsapatokban
Dæhli a norvég fővárosban, Osloban született. Az ifjúsági pályafutását a helyi Lyn és Stabæk csapatában kezdte, majd az angol Manchester United akadémiájánál folytatta.
2013-ban mutatkozott be a Molde első osztályban szereplő felnőtt keretében. 2014-ben az angol első osztályban érdekelt Cardiff City, míg 2015-ben a német Freiburg szerződtette. 2017 és 2018 között a St. Pauli csapatát erősítette kölcsönben. A lehetőséggel élve 2018-ban a St. Paulihoz igazolt. 2020-ban a belga Genkhez csatlakozott. A 2020–21-es szezon második felében a Nürnbergnél szerepelt kölcsönben. 2021. július 1-jén négyéves szerződést kötött a Nürnberg együttesével. Először a 2021. július 25-ei, Erzgebirge Aue ellen 0–0-ás döntetlennel zárult mérkőzésen lépett pályára. Első gólját 2021. július 30-án, a Paderborn ellen 2–2-es döntetlennel végződő találkozón szerezte meg.

### A válogatottban
Dæhli az U15-östől az U23-asig több korosztályú válogatottban is képviselte Norvégiát.
2013-ban debütált a felnőtt válogatottban. Először a 2013. november 15-ei, Dánia ellen 2–1-re elvesztett mérkőzés 60. percében, Per Ciljan Skjelbredet váltva lépett pályára. Első válogatott gólját 2014. október 10-én, Málta ellen 3–0-ra megnyert EB-selejtezőn szerezte meg.

## Statisztikák
2023. május 21. szerint
| Klub                   | Szezon   | Osztály        | Bajnokság | Bajnokság | Kupa  | Kupa | Nemzetközi | Nemzetközi | Összesen | Összesen |
| Klub                   | Szezon   | Osztály        | Meccs     | Gól       | Meccs | Gól  | Meccs      | Gól        | Meccs    | Gól      |
| ---------------------- | -------- | -------------- | --------- | --------- | ----- | ---- | ---------- | ---------- | -------- | -------- |
| Molde                  | 2013     | Tippeligaen    | 12        | 0         | 1     | 0    | 1          | 0          | 14       | 0        |
| Cardiff City           | 2013–14  | Premier League | 13        | 1         | 2     | 0    | —          | —          | 15       | 1        |
| Cardiff City           | 2014–15  | Championship   | 9         | 0         | 2     | 0    | —          | —          | 11       | 0        |
| Cardiff City           | Összesen | Összesen       | 22        | 1         | 4     | 0    | 0          | 0          | 26       | 1        |
| Freiburg               | 2014–15  | Bundesliga     | 2         | 0         | 0     | 0    | —          | —          | 2        | 0        |
| Freiburg               | 2015–16  | 2. Bundesliga  | 2         | 0         | 0     | 0    | —          | —          | 2        | 0        |
| Freiburg               | 2016–17  | Bundesliga     | 2         | 0         | 2     | 1    | —          | —          | 4        | 1        |
| Freiburg               | Összesen | Összesen       | 6         | 0         | 2     | 1    | 0          | 0          | 8        | 1        |
| St. Pauli (kölcsönben) | 2016–17  | 2. Bundesliga  | 13        | 2         | 0     | 0    | —          | —          | 13       | 2        |
| St. Pauli (kölcsönben) | 2017–18  | 2. Bundesliga  | 21        | 0         | 1     | 0    | —          | —          | 22       | 0        |
| St. Pauli              | 2018–19  | 2. Bundesliga  | 32        | 2         | 1     | 0    | —          | —          | 33       | 2        |
| St. Pauli              | 2019–20  | 2. Bundesliga  | 16        | 1         | 2     | 0    | —          | —          | 18       | 1        |
| St. Pauli              | Összesen | Összesen       | 82        | 5         | 4     | 0    | 0          | 0          | 86       | 5        |
| Genk                   | 2019–20  | Jupiler League | 3         | 1         | 0     | 0    | —          | —          | 3        | 1        |
| Genk                   | 2020–21  | Jupiler League | 5         | 0         | 0     | 0    | —          | —          | 5        | 0        |
| Genk                   | Összesen | Összesen       | 8         | 1         | 0     | 0    | 0          | 0          | 8        | 1        |
| Nürnberg (kölcsönben)  | 2020–21  | 2. Bundesliga  | 14        | 1         | 0     | 0    | —          | —          | 14       | 1        |
| Nürnberg               | 2021–22  | 2. Bundesliga  | 33        | 3         | 2     | 0    | —          | —          | 35       | 3        |
| Nürnberg               | 2022–23  | 2. Bundesliga  | 30        | 1         | 4     | 0    | —          | —          | 34       | 1        |
| Nürnberg               | Összesen | Összesen       | 77        | 5         | 6     | 0    | 0          | 0          | 83       | 5        |
| Összesen               | Összesen | Összesen       | 207       | 12        | 17    | 1    | 1          | 0          | 225      | 13       |

### A válogatottban
| Válogatott | Év       | Pályára lépés | Gól |
| ---------- | -------- | ------------- | --- |
| Norvégia   | 2013     | 2             | 0   |
| Norvégia   | 2014     | 9             | 1   |
| Norvégia   | 2015     | 1             | 0   |
| Norvégia   | 2016     | 1             | 0   |
| Norvégia   | 2017     | 7             | 0   |
| Norvégia   | 2018     | 1             | 0   |
| Norvégia   | 2019     | 2             | 0   |
| Norvégia   | 2020     | 1             | 0   |
| Norvégia   | 2021     | 5             | 0   |
| Norvégia   | 2022     | 6             | 1   |
| Norvégia   | 2023     | 1             | 0   |
| Összesen   | Összesen | 36            | 2   |

### Góljai a válogatottban
| # | Dátum             | Helyszín                         | Ellenfél     | Gól | Végeredmény | Verseny              |
| - | ----------------- | -------------------------------- | ------------ | --- | ----------- | -------------------- |
| 1 | 2014. október 10. | Nemzeti Stadion, Ta’ Qali, Málta | Málta        | 1–0 | 3–0         | 2016-os EB-selejtező |
| 2 | 2022. március 29. | Ullevaal Stadion, Oslo, Norvégia | Örményország | 7–0 | 9–0         | Barátságos mérkőzés  |

## Sikerei, díjai
Molde
- Norvég Kupa
  - Győztes (1): 2013

Freiburg
- 2. Bundesliga
  - Feljutó (1): 2015–16